# Samih Szukri
Samih Hasan Szukri Salim, arab. سامح شكري (ur. 20 października 1952 w Kairze) – egipski dyplomata i urzędnik państwowy, minister spraw zagranicznych w latach 2014–2024.

## Życiorys
Z wykształcenia prawnik, ukończył w 1975 studia na Uniwersytecie Ajn Szams.
Od 1976 związany z egipskim Ministerstwem Spraw Zagranicznych. Pracował m.in. jako trzeci sekretarz ambasady w Londynie (1978–1982), drugi sekretarz w gabinecie wicepremiera i ministra spraw zagranicznych (1982–1984), pierwszy sekretarz ambasady w Buenos Aires (1984–1988), radca w gabinecie wicepremiera (1988–1990), radca w stałym przedstawicielstwie przy ONZ w Nowym Jorku (1990–1994) oraz dyrektor departamentu MSZ zajmującego się Stanami Zjednoczonymi i Kanadą (1994–1995). W drugiej połowie lat 90. był zatrudniony w administracji prezydenta Husniego Mubaraka jako sekretarz ds. informacji.
W 1999 po raz pierwszy objął stanowisko ambasadora – do 2003 kierował egipską ambasadą w Austrii. Po powrocie do kraju był szefem protokołu w MSZ oraz dyrektorem gabinetu ministra. Od 2005 do 2008 pełnił funkcję stałego przedstawiciela Egiptu przy Organizacji Narodów Zjednoczonych i innych organizacjach międzynarodowych w Genewie. Następnie do 2012 był ambasadorem w Stanach Zjednoczonych.
W 2014 został mianowany na urząd ministra spraw zagranicznych. Urząd ten sprawował do 2024.

## Życie prywatne
Samih Szukri jest żonaty, ma dwóch synów.